# Nesogordonia perpulchra
Nesogordonia perpulchra är en malvaväxtart som beskrevs av N. Halle. Nesogordonia perpulchra ingår i släktet Nesogordonia och familjen malvaväxter. Inga underarter finns listade i Catalogue of Life.